# Cartimandua
Cartimandua (fl. 43-69 ap. J.-C.) était une reine celte qui régnait sur le peuple des Brigantes dans le nord de la Bretagne (actuelle Grande-Bretagne) au Ier siècle. Les Brigantes sont considérés comme la tribu de Bretagne occupant le plus vaste territoire, qui était centré sur l'actuel Yorkshire. Petite-fille du roi Bellnorix, Cartimandua accéda au pouvoir à l'époque de l'invasion et de la conquête romaine de la Bretagne.
Figure importante de cette période, elle est l'une des rares femmes monarques mentionnées dans les sources historiques de son temps. Les principales informations sur sa vie et son règne proviennent des écrits de l'historien romain Tacite, qui la dépeint comme une dirigeante forte et influente. Connue pour sa politique pro-romaine, Cartimandua gouverna son royaume en tant qu'alliée et cliente de Rome. Avec son mari Venutius, elle conclut plusieurs accords et pactes avec les Romains, une stratégie adoptée par une grande partie de l'aristocratie celte pour conserver le pouvoir.

## Biographie
Son règne est surtout caractérisé par son parti-pris en faveur des Romains, lors de l'invasion de l’île par l’empereur Claude. Quand Caratacos, en fuite après la défaite des Ordovices, se réfugie chez elle, elle le livre aux Romains. Venutius, son premier époux, prend la tête d’une troupe de Brigantes, opposés à Rome, après leur séparation. Elle épouse ensuite son écuyer Vellocatos.
La longévité de son règne[pas clair] est due au soutien des troupes romaines.

## Postérité

### Art contemporain
- Cartimandua figure parmi les 1 038 femmes référencées dans l'œuvre d’art contemporain The Dinner Party (1979) de Judy Chicago. Son nom y est associé à Boadicée[2],[3].